# Michael Chance
Ne doit pas être confondu avec Michaël La Chance.
Pour les articles homonymes, voir Chance (homonymie).
Michael Chance, né le 7 mars 1955 à Penn (Buckinghamshire, Angleterre), est un contre-ténor britannique.

## Carrière
Michael Chance est né à Penn (Buckinghamshire) dans une famille musicienne.
Élève de l'école St George, il a commencé à chanter dans la chorale de la Chapelle St George à Windsor Castle. Il a poursuivi sa scolarité à Eton puis au Chœur du King's College de Cambridge.
Contre-ténor de renommée internationale, il enseigne également le chant au conservatoire royal de La Haye aux Pays-Bas.
Il a été nommé Commandeur de l'Ordre de l'Empire britannique (CBE) en 2009,.